# Bimaristan
Un bimaristan és una instal·lació mèdica pròpia del món musulmà medieval que actuava com a hospital. El nom prové del persa i significa ‘lloc dels malalts’. Alguns bimaristans van ser coneguts a nivell internacional per la qualitat dels seus metges, com per exemple el de Damasc, el de Bagdad, el de Rayy o el del Caire.

## Història
El seu origen està a les «cases de medicina» perses, creades al voltant del segle iii, però no es van estendre fins l'arribada de l'islam, essent el de Medina el primer que va portar aquest nom ja en temps dels primers califes. Funcionaven al mateix temps com hospitals per atendre urgències, llocs d'estudi de la medicina i cases de repòs dels malalts. Van actuar de pont entre la medicina del món grecollatí i l'oriental (sobretot les tradicions persa i índia) i les seves nombroses innovacions es transmetrien segles després a Europa occidental. En els casos d'epidèmia, actuaven igualment com a lloc de contenció i tractament, per exemple en el cas de la lepra es proporcionaven cures mentre s'aïllava el pacient d'altres persones sanes per evitar contagis. Els dirigents polítics sufragaven el cost d'edificar i mantenir un bimaristan dins la seva estratègia de propaganda, ja que afavorir la ciència els proporcionava prestigi. Més endavant van esdevenir facultats de medicina, els únics llocs que podien atorgar llicència per exercir als futurs metges.
El primer hospital islàmic conegut es va construir l'any 805 a Bagdad per ordre de Harun ar-Raixid, i el més important dels hospitals de Bagdad va ser establert l'any 982 pel governant buwàyhida Àdud-ad-Dawla. Els primers hospitals islàmics millor documentats són els grans establiments sirioegipcis dels segles XII i XIII. Al segle x, Bagdad tenia cinc hospitals més, mentre que Damasc tenia sis hospitals al segle XV i només Còrdova tenia 50 hospitals importants, molts d'ells exclusivament per a militars.

## Característiques
L'hospital tipus es dividia en departaments com ara malalties sistèmiques, cirurgia i ortopèdia, amb hospitals més grans amb especialitats més diverses. Les "malalties sistèmiques" eren l'equivalent aproximat de la medicina interna actual i es van dividir a més en seccions com ara febre, infeccions i problemes digestius. Cada departament tenia un oficial a càrrec, un oficial que presideix i un especialista supervisor. Els hospitals també tenien sales de conferències i biblioteques. El personal dels hospitals incloïa inspectors sanitaris, que regulaven la neteja, i comptadors i altre personal administratiu. Normalment, els hospitals eren dirigits per una junta de tres persones formada per un administrador no mèdic, el farmacèutic en cap, anomenat shaykh saydalani, que era igual en rang que el metge en cap, que exercia com a mutwalli (degà). Les instal·lacions mèdiques tradicionalment tancaven cada nit, però al segle X es van aprovar lleis per mantenir els hospitals oberts les 24 hores del dia.
Els bimaristans eren seculars i atenien tothom que ho necessités sense distincions de classe o religió, tant homes com dones (tot i que residien en pavellons separats). Eren instal·lacions complexes que comptaven amb una àrea separada per a les malalties contagioses, una per a les intervencions quirúrgiques i la seva recuperació, una zona per a malalts mentals i una de medicina general. El personal que hi atenia estava format al mateix bimaristan o a altres indrets que permetessin obtenir un títol. La majoria comptava amb una àmplia biblioteca, sales per fer classes i residència. Els metges guardaven registre del tractament aplicat a cada pacient i la seva resposta, de manera que pogués ser usat com a material de consulta en casos similars. S'aprofitaven també els avenços en altres disciplines i així els tractats d'òptica van contribuir a fer avançar l'oftalmologia.